# Vàm Sát

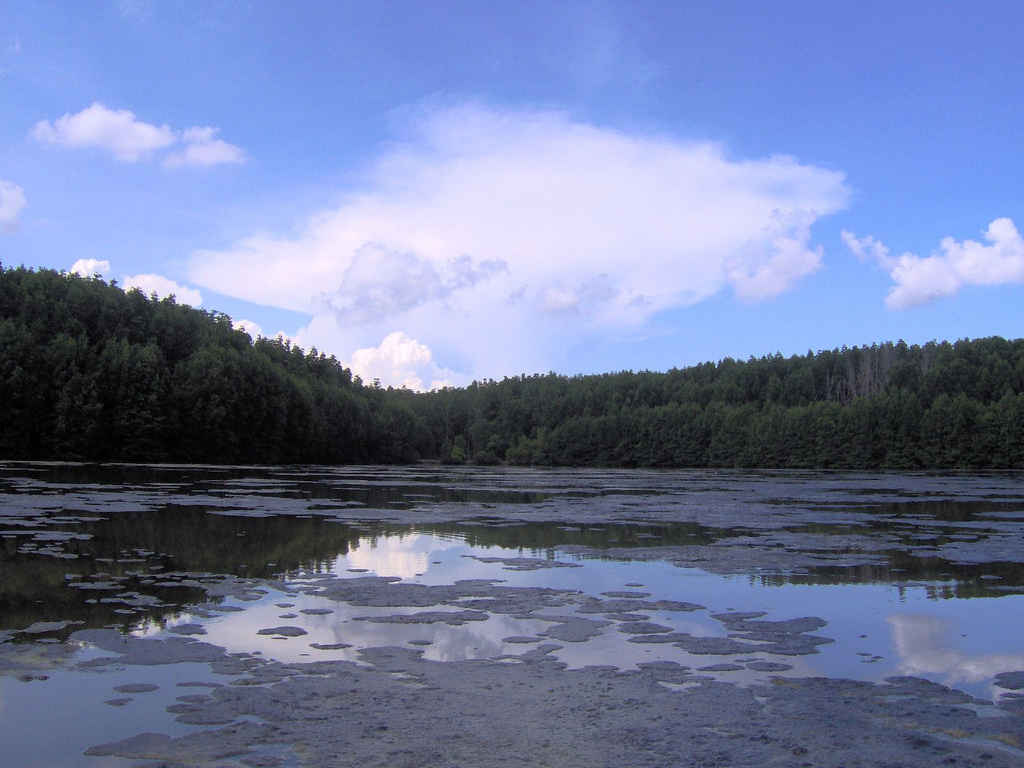

Vàm Sát ist ein Naturschutzgebiet, etwa 30 km südöstlich vom Stadtzentrum von Ho-Chi-Minh-Stadt, Vietnam, entfernt, auch als Can Gio Forest Ecosystem bezeichnet.
Es handelt sich um eine gezeitengeprägte Salzmarsch mit dichten Mangrovenwäldern und einer Unzahl von Flüssen, Kanälen, Teichen. 
Es ist eines von nur zwei Gebieten in Vietnam, die von der Welttourismusorganisation (WTO) mit dem Label „Sustainable development of ecotourism“ versehen werden konnten. Seit 2000 auch eines der sieben UNESCO-Biosphärenreservate des Landes.
Die vorsichtige touristische Erschließung ermöglicht vor allem Bootsexkursionen. Sichtung riesiger Fledermäuse und von Wasservögeln ist regelmäßig möglich. Ein Touristenzentrum bietet neben Restaurant und Gästehaus einen 25 m hohen Aussichtsturm, ein überdachtes „Dead-Sea-miniature“-Schwimmbecken mit Bademöglichkeit in Salzlake, Demonstration der Salzgewinnung, Bootstouren durch kleinere Seitenkanäle, Wanderwege durch die Mangroven, Hängebrücken, Minizoo mit Krokodilen, Affen und ähnliche Attraktionen.